# Jeffrey Bell
Jeffrey Jackson Bell és un escriptor i productor estatunidenc conegut pel seu treball a la televisió. Va començar la seva carrera escrivint a The X-Files durant tres temporades, després es va convertir en escriptor/director/productor a Angel, convertint-se en el seu show runner durant les dues últimes temporades.
Va exercir de productor executiu a l'episodi pilot del remake V, el seu primer projecte en un acord de 2009-10 amb Warner Bros. Television. Des del 2013 fins al 2020, Bell va exercir com a co-showrunner i escriptor de la sèrie de televisió Marvel's Agents of S.H.I.E.L.D.

## Vida personal
Bell va néixer a Indiana, va estudiar disseny i fotografia a la Universitat de Cincinnati, després es va traslladar a Califòrnia, on va rebre una beca pel màster de la UCLA School of Theatre, Film and Television el 1990. La seva pel·lícula de tesi de MFA de 20 minuts, Radio Inside, es va adaptar a un llargmetratge del mateix nom protagonitzat per Elisabeth Shue i William McNamara i es va estrenar el 1994.
Bell és professor ajudant visitant del Programa de productors de la UCLA.